# NGC 2067
NGC 2067 é uma nebulosa na direção da constelação de Orion. O objeto foi descoberto pelo astrônomo Wilhelm Tempel em 1876, usando um telescópio refrator com abertura de 11 polegadas. 